# Орлов, Александр Васильевич (полный кавалер ордена Славы)
Алекса́ндр Васи́льевич Орло́в (25 октября 1920, Прошино, Вятская губерния — 13 февраля 1991, Киров) — полный кавалер ордена Славы, старшина, разведчик 338-й отдельной разведывательной роты (265-я стрелковая дивизия, 3-я ударная армия, 1-й Белорусский фронт).

## Биография
А. В. Орлов родился в 1920 году в деревне Прошино (ныне — в Кирово-Чепецком районе Кировской области, в семье крестьянина. По национальности русский. Окончил четыре класса, работал в колхозе.
В 1940 году был призван в Красную Армию. Службу начал курсантом понтонного батальона. Участник Великой Отечественной войны с июня 1941 года. В январе 1942 года назначен командиром отделения отдельного понтонного батальона. С сентября 1942 года — в составе 338-й отдельной разведывательной роты (разведчик, командир отделения, помощник командира взвода). Воевал на Ленинградском, 3-м Прибалтийском, 1-м Украинском фронтах.
15 июня 1944 в районе населённого пункта Неувола (33 км северо-западнее Сестрорецка) Орлов в группе разведчиков уничтожил 10 солдат противника, разведал систему его огня и захватил «языка», за что приказом от 26 июня был награждён орденом Славы 3-й степени.
6 октября 1944 в районе населённых пунктов Шопас и Солземниекс (28 км северо-восточнее Огре, Латвия) младший сержант Орлов в составе разведывательной группы в числе первых ворвался в траншею противника и уничтожил 2 и пленил 1 солдата, за что приказом от 26 октября был награждён орденом Славы 2-й степени.
27 февраля 1945 2-й батальон 951-го стрелкового полка проводил разведку боем в районе населённого пункта Ной-Хассендорф (25 км северо-восточнее Хощно, Польша). Разведчики под командованием Орлова первыми ворвались и увлекли за собой в траншеи противника личный состав. Огнём из автомата и гранатами Орлов лично уничтожил 16 солдат противника и станковый пулемёт, и взял в плен пулемётчика, от которого были получены ценные сведения о дислокации и огневой системе противостоящих частей. Указом Президиума Верховного Совета СССР от 31 мая 1945 за образцовое выполнение заданий командования младший сержант Орлов был награждён орденом Славы 1-й степени.
Вступил в ВКП(б) в 1945 году.
После демобилизации в 1946 году старшина А. В. Орлов вернулся на родину. Жил в городе Нововятске и работал литейщиком, обжигальщиком на Нововятском механическом заводе.
Умер 13 февраля 1991 года, похоронен в селе Кстинино Кирово-Чепецкого района.

## Память

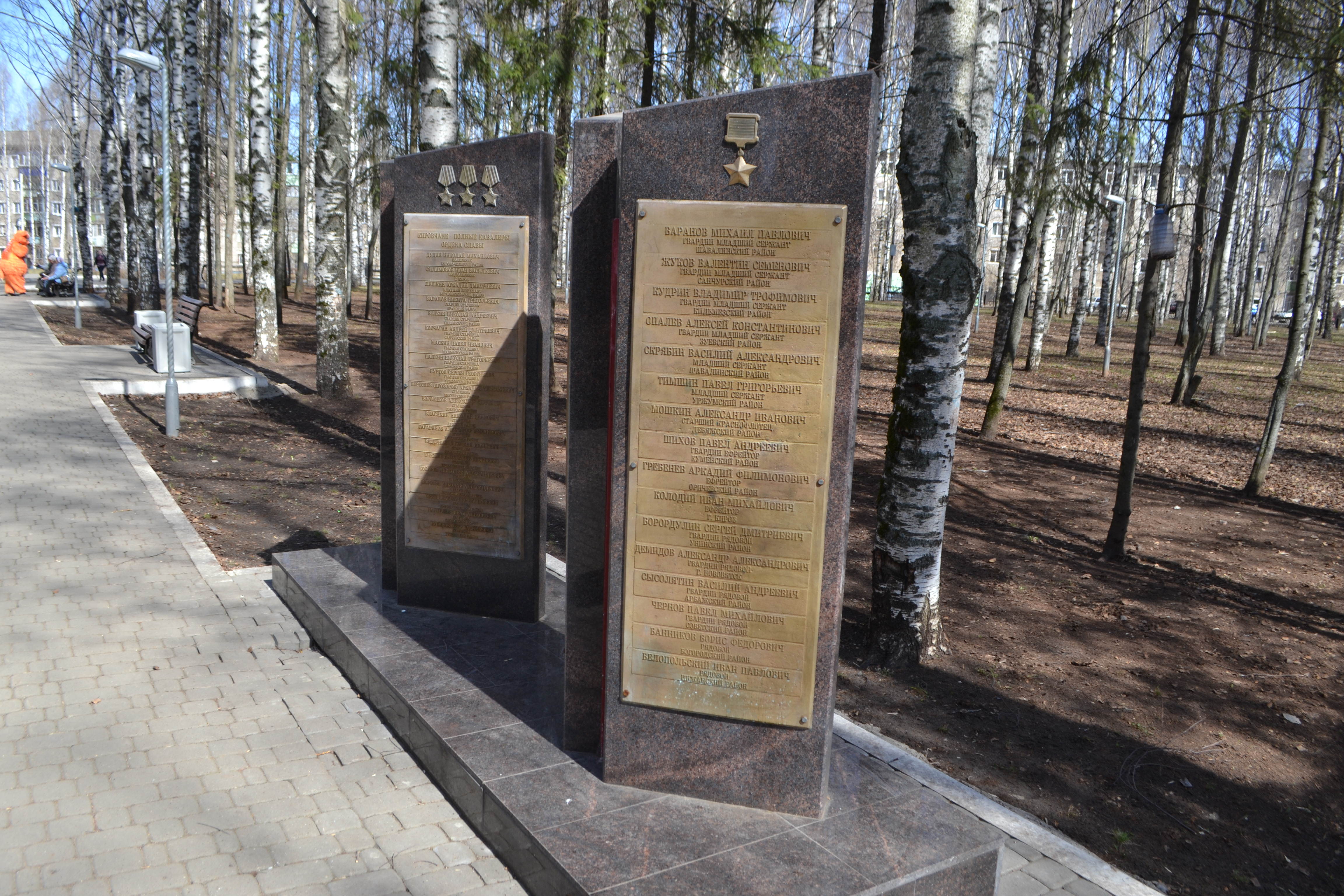
Имя Героя выбито на гранитной стеле на Аллее Славы в парке Победы города Кирова 2019.

- Имя Героя выбито на гранитной стеле на Аллее Славы в парке Победы города Кирова 2019.

## Комментарии
1. ↑  С 1 ноября 1989 — Нововятский район Кирова.